# Hans Otten (Journalist)
Hans Otten (* 13. Juli 1923 in Köln; † 24. März 1971 in Ost-Berlin) war ein deutscher Journalist. In der DDR amtierte er zwischen Februar 1957 und Herbst 1965 als Chefredakteur zunächst der Wochenpost und anschließend der Neuen Berliner Illustrierten.

## Leben

### Herkunft und Ausbildung
Otten kam 1923 als Sohn eines Arbeiters im Kölner Stadtteil Stammheim zur Welt. Nach dem Besuch der Volks- und Handelsschule absolvierte er zwischen 1940 und 1943 eine kaufmännische Lehre im Geschäftsbereich für optische Feinmechanik der Leybold KG in seiner Heimatstadt. Während des Zweiten Weltkrieges dient er ab 1943 in der Wehrmacht und nach der deutschen Kapitulation war er zwischen Mai und September 1945 in britischer Kriegsgefangenschaft. Anschließend besuchte er 1946 die Handelsschule in Leverkusen sowie 1947 und 1948 die Journalistenschule in Aachen.
Im Laufe seines Lebens absolvierte Otten darüber hinaus zwei Studien: Im Jahr 1957 durchlief er zunächst ein Journalistik-Fernstudium an der Karl-Marx-Universität Leipzig und dann in den Jahren 1966 und 1967 ein Geschichtsstudium an der Humboldt-Universität zu Berlin, das er als Diplom-Historiker beendete. Schließlich hatte er 1970 zeitweise eine Aspirantur am Zentralinstitut für Geschichte der Deutschen Akademie der Wissenschaften zu Berlin inne.
Hans Otten starb 1971 im Alter von nur 48 Jahren an Magenkrebs.

### Berufliche Karriere
Nach seiner Ausbildung begann Otten seine berufliche Karriere direkt in der Öffentlichkeitsarbeit, als er 1947 eine Anstellung als Korrespondent beim Kraftfahrzeughersteller Ford fand. Im darauffolgenden Jahr 1948 zog er in die Sowjetische Besatzungszone und wurde journalistischer Volontär bei der Neuen Berliner Illustrierten, die im Berliner Verlag erschien.
Ab 1949 arbeitete er dann im selben Verlag für mehrere Jahre als Redakteur bei der Zeitung BZ am Abend; er war dort auch Mitglied des Redaktionskollegiums sowie zuletzt Ressortchef für Innen- und Außenpolitik. Vom SED-Zentralkomitee wurde er im Februar 1957 als Nachfolger Rudi Wetzels zum Chefredakteur der Wochenpost (ebenfalls im Berliner Verlag) bestimmt und sollte die dortige Redaktion, die sich aus Sicht der SED zu liberal entwickelt hatte, wieder auf Parteilinie bringen. Zeitzeugen erinnern sich jedoch, dass Otten diese Aufgabe mit Bescheidenheit antrat:
„Er traf ja auf ein Kollektiv, das sich in seiner übergroßen Mehrheit mit der Wetzelschen Politik identifiziert hatte und für das er sozusagen der ‚Fremde von draußen‘ war. Andererseits kannte man sich, man arbeitete ja im gleichen Verlag. Otten spielte sich nicht auf, mimte nicht den Besserwisser, er nahm auf viele Eigenheiten der Leute Rücksicht, schurigelte niemanden, und er brachte viele Ideen ein. Sicherlich ist es nicht zuletzt ihm zu verdanken, dass die Wochenpost in der nun schwierigeren Lage ihren Charakter bewahrte. Die von Rudi Wetzel implantierten Ideen wurden nicht verschüttet, die Maßstäbe nicht über Bord geworfen. Weiterhin wurde viel diskutiert, mehr als in anderen Redaktionen.“
Ab April 1961 kehrte er als Chefredakteur zurück zur Neuen Berliner Illustrierten, die sich damals in einem „desolaten Zustand“ befand. Otten entwickelte für die Zeitschrift einen neuen sachlich-argumentativen Stil, der sich auch bei Berichten aus dem Alltagsleben auf neue Formen der Recherche (beispielsweise soziologisch gestützte Erhebungen und Umfragen) und auf ein dokumentarisches Konzept der Bildberichterstattung stützte. Diese Veränderungen brachten zahlreiche neue Leser, sodass die Auflage sogar gesteigert werden konnte.
Im Herbst 1963 erhielt Otten aus dem Politbüro des SED-Zentralkomitees – und auf maßgebliche Anregung von Albert Norden – den Auftrag, ein DDR-Nachrichtenmagazin nach dem Vorbild des westdeutschen Spiegel oder der US-amerikanischen Time zu konzipieren. Otten gründete hierfür parallel zu seiner Tätigkeit bei der Neuen Berliner Illustrierten eigens eine neue, 20-köpfige Redaktion, der Journalisten von 13 Zeitungen angehörten. Alle Beteiligten verstanden das Projekt als „kühne und äußerst interessante journalistische Herausforderung“. Die neue Zeitschrift kam jedoch nicht über eine Nullnummer im Juli / August 1964 mit 1000 Exemplaren hinaus, die direkt zum SED-Zentralkomitee geliefert wurde. Das Konzept der Profil und die Idee eines Nachrichtenmagazins generell stießen insbesondere beim Staatsratsvorsitzenden und Ersten Sekretär des SED-Zentralkomitees Walter Ulbricht auf scharfe Kritik. Einige für Profil konzipierte, dann aber in der Neuen Berliner Illustrierten abgedruckte kritische Titelgeschichten wurden vom SED-Zentralkomitee als „parteifeindlich“ erachtet und Der Spiegel bezeichnete Otten als „Reformer“, was ihm negativ ausgelegt wurde. Albert Norden vermied es, Verantwortung für seine Idee zu übernehmen, und so wurde Hans Otten im Herbst 1965 als Bauernopfer von seinen Aufgaben bei der Neuen Berliner Illustrierten entbunden. Aus Rücksicht darauf, dass er zu diesem Zeitpunkt mit einem Magendurchbruch im Krankenhaus lag, wurde auf eine Parteistrafe verzichtet. Stattdessen begründete man die Ablösung offiziell mit seiner angeschlagenen Gesundheit. Otten bewies laut Beobachtern „menschliche Größe [und] versuchte ohne Verbitterung“ mit der Situation umzugehen.
In seiner anschließenden letzten beruflichen Station war er von 1967 bis zu seinem frühen Tod 1971 beim Deutschen Verlag der Wissenschaften stellvertretender Chefredakteur der Zeitschrift für Geschichtswissenschaft.

### Sozialistisches Engagement
Ein Jahr nach seinem Umzug in den Osten besuchte Otten 1949 einen Lehrgang an der Zentralschule der Freien Deutschen Jugend (FDJ) am Bogensee. In die Sozialistische Einheitspartei Deutschlands (SED) trat er 1951 ein und 1953 wurde er Sekretär der SED-Grundorganisation in der Redaktion der BZ am Abend. Ab 1955 war er Mitglied der zentralen SED-Parteileitung innerhalb des Berliner Verlages.